# 荣誉勋章：昇阳
《荣誉勋章：昇阳》是一款由电子艺界开发并且发布的第一人称射击类型的电子游戏。游戏于2003年发布，背景为第二次世界大战中的太平洋战争。包含单人和多人游戏两种模式。单人游戏中，玩家要扮演约瑟夫·格里芬下士，他是一名美国海军陆战队士兵。游戏开始的时候，主角正在珍珠港服役，遭遇空袭后，他从加利福尼亚号舰船上逃生。游戏的战场横跨菲律宾、瓜达康纳尔岛和新加坡。格里芬下士要搜寻东亚被偷走的黄金。昇阳曾计划出版续作，玩家是乔的弟弟多尼。但是由于本作评价过低，续作计划最终取消。

## 武器系统

### 盟军武器
- 柯尔特M1911A1手槍
- 春田M1903A4狙击步枪
- M1加兰德步枪
- 湯普森衝鋒槍
- 白朗宁M1918A2輕機槍
- 斯登衝鋒槍
- Welrod静音手枪
- 巴祖卡火箭筒

### 日军武器
- 九九式轻机枪
- 大正十一式轻机枪
- 大刀